# Robert Paturel
Pour les articles homonymes, voir Paturel.
 Robert Paturel, né le 2 août 1952, est un boxeur français de savate boxe française. Il a été six fois champion de France puis champion d’Europe en 1984.

## Biographie
Robert Paturel commence sa carrière professionnelle comme pâtissier puis comme portier de discothèque.
Policier depuis 1976, Détaché à la compagnie des moniteurs en 1980, c’est un expert en matière de défense. Il a importé le tonfa en France et codifié son utilisation dans le programme officiel de la Formation française de tonfa-sécurité (FFTS). C’est cette méthode qui est désormais enseignée dans les écoles de police.
Il entre au RAID (Recherche, Assistance, Intervention, Dissuasion) en 1988 où il sert pendant 20 ans comme intervenant, instructeur opérationnel puis négociateur.
Il crée en 2002 la Boxe de rue qui est issue de sa pratique des sports de combat et de son expérience sur le terrain. Il rejoint l'Académie des arts de combat (Adac) de son ami Éric Quequet.
Au cours de ces dernières années, Robert Paturel a joué dans plusieurs films dans lesquels il était souvent aussi conseiller technique (groupes d'intervention, combat, boxe). Il a publié huit ouvrages : L’Esprit du combat et Tonfa sécurité, son premier roman Les Panthères noires de Bièvres est sorti en mars 2010 et son livre sur le RAID Mémoires du RAID sorti en 2011. Il a également écrit le livre référentiel de l'ADAC, Boxe de rue, techniques et étude comportementale. En 2015, Robert publie trois ouvrages. Le premier est Le RAID à l'épreuve du feu. Le second est Boxe de Rue II, sensibilisation et défense contre armes, livre référentiel de l'ADAC et suite du premier opus publié en 2011. Enfin, IMPACT 357 - Préparation physique pour intégrer les différentes forces d'interventions (Police Nationale, Armée, Sapeurs Pompiers), écrit avec Christophe Pourcelot, traite de la préparation physique.
En 2015, Robert Paturel crée le site Adrenalib.com, à travers lequel il propose les premiers cours en ligne de Boxe de Rue, afin de démocratiser l'apprentissage de la self-défense auprès de la population civile. Il contribue d'autre part ponctuellement au journal Présent.
En octobre 2016, il est évoqué pour devenir le porte-parole du mouvement des policiers non-syndiqués lors des manifestations policières survenant après l'attaque au cocktail Molotov de quatre agents le 8 octobre 2016 à Viry-Châtillon,.

## Filmographie
- 2005 :  Virgil
- 2006 : Les Brigades du Tigre
- 2007 : La Môme
- 2008 : Go Fast
- 2008 : Sang froid (téléfilm)
- 2011 : Braquo (série télévisée ; saison 2)
- 2012 : Taken 2
- 2014 : La French,
- 2017 : Raid dingue

### Documentaires
- Robert Paturel, Boxe de rue et techniques de gestion du stress, i-prod
- Robert Paturel, Boxe de rue : défense contre couteau, i-prod
- Robert Paturel, Boxe de rue : orientation pieds-poings, i-prod
- Robert Paturel et Eric Quequet, Boxe de rue 2, self-défense contre armes, i-prod
- Robert Paturel et Eric Quequet, Boxeur de rue coffret 3 DVD, i-prod
- Robert Paturel, Boxe de rue, se défendre en toutes situations, i-prod
- Rudy et Robert Paturel, Défense de rue : bâton, canne de rue et moyens de fortune, i-prod
- Robert Paturel et Christophe Diez, Coffret self-défense, i-prod

## Publications
- avec Alain Formaggio, tonfa sécurité, Chiron éditeur, 2001
- L’esprit du combat, Chiron éditeur, 2002
- Les panthères noires de Bièvre, éditions Baudelaire, 2010
- Mémoires du Raid, Atelier Fol'fer, 2011
- Boxe de rue, techniques et étude comportementale, Atelier Fol'fer, 2012
- Le RAID à l'épreuve du feu, Atelier Fol'fer éditions, 2015
- Boxe de rue II, sensibilisation et défense contre armes, Atelier Fol'fer, 2015
- Mes réflexions sur le combat, Atelier Fol'fer éditions, 2016
- avec Christophe Pourcelot, IMPACT 357 - Préparation physique pour intégrer les différentes forces d'interventions (Police Nationale, Armée, Sapeurs Pompiers), Amphora, 2015
- Guide du Kid, Atelier Fol'fer éditions, 2018
- L'île des bannis, Atelier Fol'fer éditions, 2020